# Stambolovo (huyện)
Stambolovo là một huyện thuộc tỉnh Haskovo, Bungaria. Dân số thời điểm năm 2001 là 5833 người.